# Sloveniens damlandslag i volleyboll
Sloveniens damlandslag i volleyboll representerar Slovenien i volleyboll på damsidan. Laget kvalificerade sig för första gången för EM 2015 där man slutade på en 16:e plats., vilket de även gjorde 2019.

### Fotnoter
1. ↑  ”1993 - AGDE LANGUEDOC-ROUSSILLON (FRA), (16/27 Juin)” (på franska). Comité international des Jeux méditerranéens. sid. 34. https://cijm.org.gr/wp-content/uploads/2016/06/JM1993.pdf. Läst 29 juni 2024.
2. ↑  ”Résultats des XVII J.M.” (på franska). Comité international des Jeux méditerranéens. sid. 42. https://cijm.org.gr/wp-content/uploads/2016/06/JM2013.pdf. Läst 18 mars 2023.
3. ↑  ”2014 CEV Volleyball European League - Women” (på engelska). Confédération Européenne de Volleyball. https://www-old.cev.eu/Competition-Area/competition.aspx?ID=706&PID=-2. Läst 21 mars 2023.
4. ↑  ”2015 CEV Volleyball European Championship - Women” (på engelska). Confédération Européenne de Volleyball. https://www-old.cev.eu/Competition-Area/competition.aspx?ID=701&PID=-2. Läst 13 oktober 2022.
5. ↑  ”2016 CEV Volleyball European League - Women” (på engelska). Confédération Européenne de Volleyball. https://www-old.cev.eu/Competition-Area/competition.aspx?ID=940&PID=-2. Läst 21 mars 2023.
6. ↑  ”Résultats des XVIII J.M.” (på franska). Comité international des Jeux méditerranéens. sid. 43. https://cijm.org.gr/wp-content/uploads/2019/07/final-resutls_tarragona_2018.pdf. Läst 17 mars 2023.
7. ↑  ”CEV EuroVolley 2019  -  Women” (på engelska). Confédération Européenne de Volleyball. https://www-old.cev.eu/Competition-Area/competition.aspx?ID=1053&PID=-2. Läst 10 september 2022.
8. ↑  https://www-old.cev.eu/Competition-Area/competition.aspx?ID=1381&PID=-2
9. ↑  ”Women  -  EuroVolley” (på engelska). Confédération Européenne de Volleyball. https://eurovolley.cev.eu/en/2023/women/#final-standing. Läst 10 september 2023.
10. ↑  ”2024 Volleyball European Golden League  -  Women” (på engelska). Confédération Européenne de Volleyball. https://www.cev.eu/national-team/european-leagues/european-golden-league/women/2024/. Läst 16 juni 2024.
11. ↑  Todor Krastev (21 mars 2015). ”Women Volleyball XXIX European Championship 2015 Netherlands, Belgium” (på engelska). Sport Statistics. Arkiverad från originalet den 6 oktober 2015. https://web.archive.org/web/20151006210130/http://www.todor66.com/volleyball/Europe/Women_2015.html. Läst 5 oktober 2015.